# Fly to the Rainbow
Fly to the Rainbow z roku 1974 je druhé studiové album německé hardrockové a heavymetalové skupiny Scorpions, zároveň je jejich prvním albem, na kterém se podílel kytarista Uli Jon Roth.

## Seznam skladeb
1. "Speedy's Coming" (Rudolf Schenker, Klaus Meine) – 3:33
2. "They Need a Million" (Rudolf Schenker, Klaus Meine) – 4:50
3. "Drifting Sun" (Ulrich Roth) – 7:40
4. "Fly People Fly" (Rudolf Schenker, Klaus Meine) – 5:02
5. "This Is My Song" (Rudolf Schenker, Klaus Meine) – 4:14
6. "Far Away" (Rudolf Schenker, Michael Schenker, Klaus Meine) – 5:39
7. "Fly to the Rainbow" (Michael Schenker, Ulrich Roth) – 9:32

## Sestava
- Klaus Meine – zpěv
- Ulrich Roth – sólová kytara, zpěv
- Rudolf Schenker – kytara, zpěv
- Francis Buchholz – baskytara
- Jurgen Rosenthal – bicí
- Achim Kirschning – klávesy